# 波波球 (气球)
波波球是一种开始流行于2017年的气球，这种气球外观为透明色且该气球内缠绕着彩色灯串，该气球灯带下连着两节五号电池的电池盒用于控制该气球内灯光，但有部分会有一些卡通图案或羽毛、花瓣等小物件